# مناهضة التأسيسية
مناهضة التأسيسية (وتسمى أيضًا اللاأساسية) هي أي فلسفة ترفض النهج التأسيسي. مناهض التأسيسية هو الشخص الذي لا يعتقد أن هناك بعض المعتقدات أو المبادئ الأساسية التي تشكل الأساس أو الأساس الأساسي للبحث والمعرفة.
يمكن أن تكون مناهضة التأسيسية ميتافيزيقية (تضع أساسًا للوجود أو الأساس الميتافيزيقي)، أو أخلاقية (تضع بعض القيمة أو الفضيلة كأساسية)، أو معرفية (أي النظرية التأسيسية للتبرير) أو تنطبق على بعض المجالات الأخرى مع النظريات التأسيسية.